# Pneumatopteris ligulata
Pneumatopteris ligulata är en kärrbräkenväxtart som först beskrevs av Karel Presl, och fick sitt nu gällande namn av Holtt. Pneumatopteris ligulata ingår i släktet Pneumatopteris och familjen Thelypteridaceae. Inga underarter finns listade.